# Altenstadt (Hesja)
Altenstadt – miejscowość i gmina w Niemczech, w kraju związkowym Hesja, w rejencji Darmstadt, w powiecie Wetterau, nad rzeką Nidder. Gmina 30 czerwca 2015 liczyła 11 811 mieszkańców.

## Historia
W pierwszej połowie II wieku na terenie obecnej gminy Rzymianie wybudowali warowny obóz do obrony przebiegającej tędy północnej granicy imperium.

## Podział gminy
- Altenstadt
- Heegheim
- Höchst an der Nidder
- Lindheim
- Enzheim
- Oberau
- Rodenbach
- Waldsiedlung